# Wireless Personal Communications
Wireless Personal Communications is een internationaal, aan collegiale toetsing onderworpen, wetenschappelijk tijdschrift op het gebied van de telecommunicatie. De naam wordt in literatuurverwijzingen meestal afgekort tot Wireless Pers. Comm. Het wordt uitgegeven door Springer Science+Business Media.